# 배 (생물학)

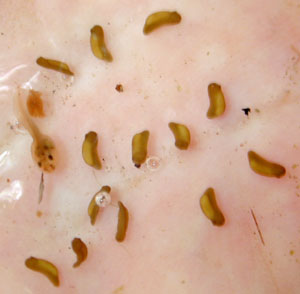
개구리(Rana rugosa)의 배

배(胚) 또는 배아(胚芽)는 발생의 초기단계로 접합자가 세포 분열과 분화를 거쳐 형성하며 발생이 더 진행되면 태아라고 부른다.
동물은 수정란이 첫 번째 세포분열을 시작하여 태아가 되기 전까지를 배아로 정의하며, 사람의 경우에는 임신 8주 이전까지를 말한다.
배아는 접합체가 발생을 시작하여 완전한 개체를 형성하기 전까지의 발생 초기 단계이다.
씨눈 또는 배아는 식물체의 종자 속에 있는 식물체를 형성하는 부위이다.

## 같이 보기
- 임신
- 시험관 아기
- 유산 (의학)
- 낙태